# Verdade

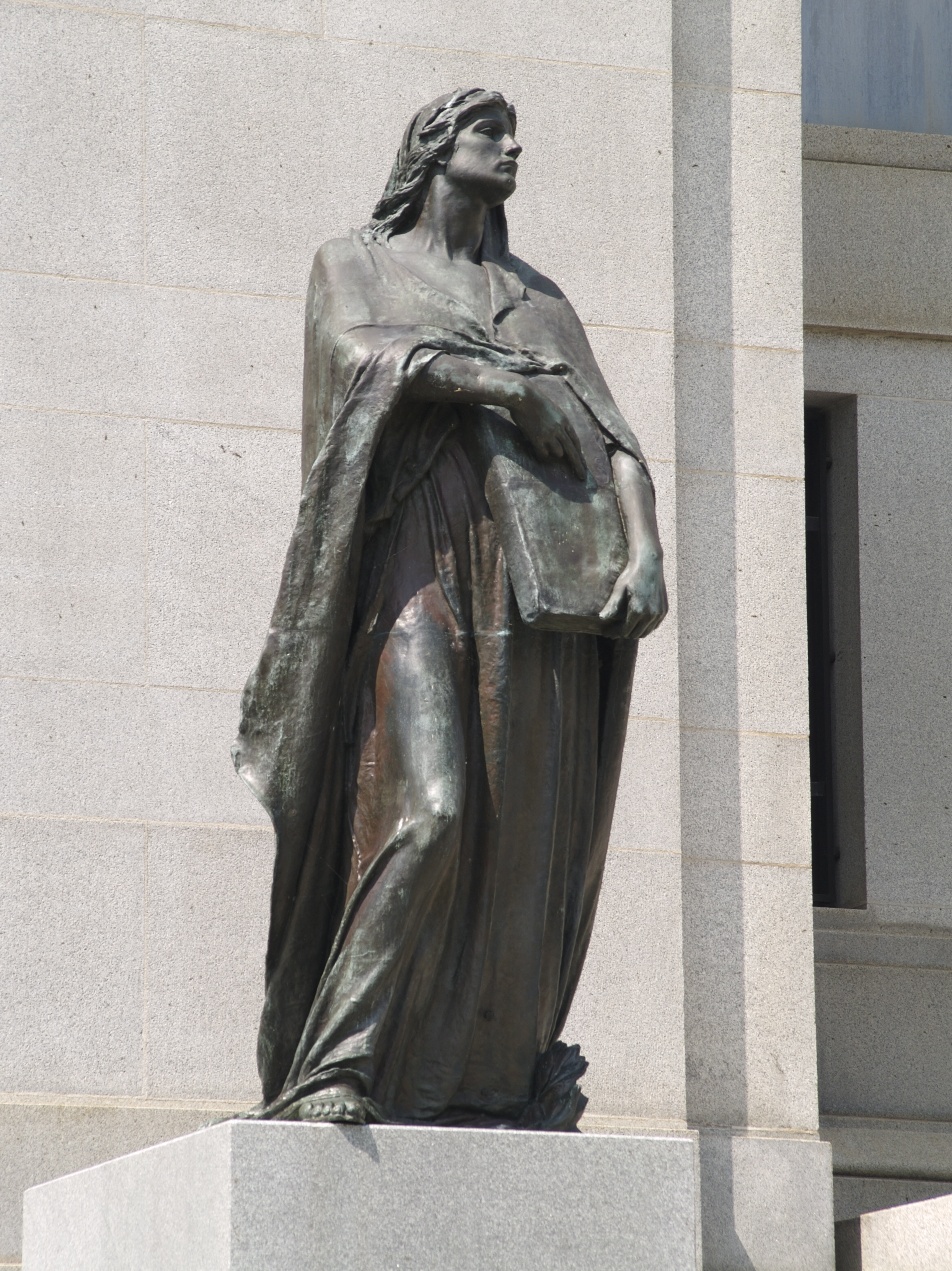
Walter Seymour Allward, Veritas, 1920

A verdade é a propriedade de estar de acordo com o fato real ou a realidade. A verdade é geralmente considerada o oposto da falsidade.  Ela também pode ser respostas lógicas resultante do exame de todos os fatos e dados; uma conclusão baseada na evidência, não influenciada pelo desejo, autoridade ou preconceitos; um facto inevitável, sem importar como se chegou a ele.
O uso da palavra verdade pode ter vários significados, desde "ser o caso", "estar de acordo com os fatos ou a realidade", ou ainda ser fiel às origens ou a um padrão. Usos mais antigos abrangiam o sentido de fidelidade, constância ou sinceridade em atos, palavras e caráter. Assim, "a verdade" pode significar o que é real ou possivelmente real dentro de um sistema de valores. Esta qualificação implica o imaginário, a realidade e a ficção, questões centrais tanto em antropologia cultural, artes, filosofia e a própria razão. Como não há um consenso entre filósofos e acadêmicos, várias teorias e visões acerca da verdade existem e continuam sendo debatidas.

## Filosofia

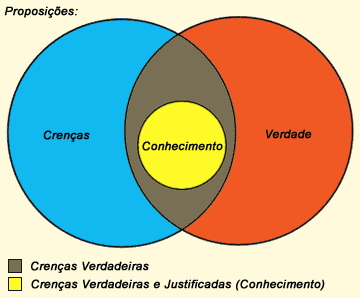
Diagrama do conhecimento.

O primeiro problema para os filósofos é estabelecer que tipo de coisa é verdadeira ou falsa, qual o portador da verdade (em inglês truth-bearer). Depois há o problema de se explicar o que torna verdadeiro ou falso o portador da verdade. Há teorias robustas que tratam a verdade como uma propriedade. E há teorias deflacionárias, para as quais a verdade é apenas uma ferramenta conveniente da nossa linguagem. Desenvolvimentos da lógica formal trazem alguma luz sobre o modo como nos ocupamos da verdade nas linguagens naturais e em linguagens formais.
Para Nietzsche, por exemplo, a verdade é um ponto de vista. Ele não define nem aceita definição da verdade, porque não se pode alcançar uma certeza sobre a definição do oposto da mentira. Daí seu texto "como filosofar com o martelo".
Mas para a filosofia de René Descartes a certeza é o critério da verdade.
Quem concorda sinceramente com uma frase está se comprometendo com a verdade da frase. A filosofia estuda a verdade de diversas maneiras. A metafísica se ocupa da natureza da verdade. A lógica se ocupa da preservação da verdade. A epistemologia se ocupa do conhecimento da verdade.
Há ainda o problema epistemológico do conhecimento da verdade. O modo como sabemos que estamos com dor de dente é diferente do modo como sabemos que o livro está sobre a mesa. A dor de dente é subjetiva, talvez determinada pela introspecção. O fato do livro estar sobre a mesa é objetivo, determinado pela percepção, por observações que podem ser partilhadas com outras pessoas, por raciocínios e cálculos. Há ainda a distinção entre verdades relativas à posição de alguém e verdades absolutas.
Os filósofos analíticos apontam que a visão relativista é facilmente refutável.
A refutação do relativismo, segundo Tomás de Aquino, baseia-se no fato de que é difícil para alguém declarar o relativismo sem se colocar fora ou acima da declaração. Isso acontece porque, se uma pessoa declara que "todas as verdades são relativas", aparece a dúvida se essa afirmação é ou não é relativa. Se a declaração não é relativa, então, ela se auto-refuta pois é uma verdade sobre relativismo que não é relativa. Se a declaração é relativa, conclui-se que a declaração "todas as verdades são relativas" é uma declaração falsa.

## O portador da verdade
Alguns filósofos chamam muitas entidades, que de alguma forma podemos afirmar que ela é verdadeira ou falsa, de portador da verdade. Assim, portadores da verdade podem ser  pessoas, coisas, sentenças assertivas, proposições ou crenças.

## Tipos de verdade
A verdade é uma interpretação mental da realidade transmitida pelos sentidos, confirmada por outros seres humanos com cérebros normais e despidos de preconceitos (desejo de crer que algo seja verdade), e confirmada por equações matemáticas e linguísticas formando um modelo capaz de prever acontecimentos futuros diante das mesmas coordenadas.[carece de fontes?]
- Verdade material é a adequação entre o que é e o que é dito;
- Verdade formal é a validade de uma conclusão à qual se chega seguindo as regras de inferência a partir de postulados e axiomas aceitos;
- É uma verdade analítica a frase na qual o predicado está contido no sujeito. Por exemplo: "Todos os porcos são mamíferos";[6]
- É uma verdade sintética a frase na qual o predicado não está contido no sujeito;[7]
- Sofisma é todo tipo de discurso que se baseia num antecedente falso tentando chegar a uma conclusão lógica válida.

## Teorias metafísicas da verdade

### Verdade como correspondência ou adequação
A teoria correspondentista da verdade é encontrada no aristotelismo (incluindo o tomismo). De acordo com essa concepção, a verdade é a adequação entre aquilo que se dá na realidade e aquilo que se dá na mente.
A verdade como correspondência foi definida por Aristóteles no tratado Da Interpretação, no qual ele analisa a formação das frases suscetíveis de serem verdadeiras ou falsas. Uma frase é verdadeira quando diz que o que é, é, ou que o que não é, não é. Uma frase é falsa quando diz que o que é, não é, ou que o que não é, é.
O problema dessa concepção é entender o que significa correspondência. É um tipo de semelhança entre o que é e o que é dito? Mas, que tipo de semelhança pode haver entre as palavras e as coisas?
O método científico, por exemplo, estabelece procedimentos para se realizar essa correspondência. Nesse caso um juízo de verdade V é então legitimado, de forma tal que a comunidade de cientisitas (que partilham entre si conhecimento e experiências) aceita/certifica como verdadeira a proposição P, oriunda da correspondência realizada entre P(V) e a "realidade empírica",  via método científico.

### Verdade por correspondência
O conceito de verdade como correspondência é o mais antigo e divulgado. Pressuposto por muitas das escolas pré-socráticas, foi pela primeira vez, explicitamente formulado por Platão com a definição do discurso verdadeiro, no diálogo Crátilo: "Verdadeiro é o discurso que diz as coisas como são; falso é aquele que as diz como não são." (Crtas.,385b;v.Sof.,262 e; Fil.,37c). Por sua vez Aristóteles dizia: "Negar aquilo que é, e afirmar aquilo que não é, é falso, enquanto afirmar o que é e negar o que não é, é a verdade." (Met.,IV,7,1011b 26 e segs.;v.V,29.1024b 25).
Aristóteles enunciava  também os dois teoremas fundamentais deste conceito da verdade. O primeiro é que a verdade está no pensamento ou  na linguagem, não no ser ou na coisa  (Met.,VI,4,1027 b 25). O segundo é que a medida da verdade é o ser ou a coisa, não o pensamento ou o discurso: de modo que uma coisa não é branca porque se afirma com verdade que é assim; mas se afirma com verdade que é assim, porque ela é branca. (Met., IX, 10,1051 b 5).

### Desmenção
De acordo com a teoria desmencionista da verdade, para chegarmos à verdade de uma proposição basta tirarmos as aspas da mesma. Por exemplo, a proposição "A neve é branca" é verdadeira se, e somente se, a neve é branca.

### Deflacionismo
De acordo com o deflacionismo, o predicado de segunda ordem "É verdade que …" não acrescenta nada à frase de primeira ordem à qual ele é aplicado. Por exemplo, não há nenhuma diferença lógica entre a frase "É verdade que a água é molhada" e a frase "A água é molhada".

### Desvelamento
Segundo esta concepção, verdade é desvelamento. Conhecer a verdade é deixar o ser se manifestar. É estar aberto para o ser. Nas versões modernas do desvelamento, mais pragmáticas, a verdade é algo "sempre em construção", e que portanto sempre vai possuir "valor verdade" inferior a 100%.
Posição típica de Martin Heidegger (em Ser e tempo, parágrafo 44, e na conferência "A essência da verdade").

### Pragmatismo
Para o pragmatismo a verdade é o valor de uma coisa. Em Habermas a verdade se confunde com a validade intersubjetiva, ou consenso. Se uma proposição não é submetida ao crivo da comunidade, nada se pode dizer sobre sua falsidade.
No Empirismo o pragmatismo não se opõe à correspondência, mas se funde a ela: a "verdade empírica" como correspondência obtida por consenso na comunidade científica.

## Teorias formais

### Verdade lógica
A lógica se preocupa com os padrões de razão que podem nos ajudar a dizer se uma proposição é verdadeira ou não. No entanto, a lógica não lida com a verdade no sentido absoluto, como a metafísica. Os lógicos usam linguagem formal para expressar as verdades. Assim  só existe verdade em alguma interpretação lógica ou dentro de algum sistema lógico.
Uma verdade lógica (também chamada verdade analítica ou verdade necessária) é uma afirmação que é verdadeira em todos os mundos possíveis ou segundo todas as possíveis interpretações, em contraste com um fato (também chamado proposição sintética ou uma contingência) que só é verdadeiro neste mundo, tal como  se desenvolveu historicamente. Uma proposição, como "Se p e q, então p", é considerada uma verdade lógica por causa do significado dos símbolos e palavras que a constituem e não por causa de qualquer fato de qualquer mundo particular.  Verdades lógicas são tais que não poderiam ser falsas.

### Verdade em matemática
Existem duas abordagens principais para a verdade em matemática: o  modelo da teoria da verdade e a   teoria da prova da verdade.
Com o desenvolvimento da álgebra booliana no século XIX, modelos matemáticos de lógica começaram a tratar a "verdade", também representada como "V" ou "1", como uma constante arbitrária. "Falsidade" é também uma constante arbitrária que pode ser representado por "F" ou "0". Em lógica proposicional, esses símbolos podem ser manipulados de acordo com um conjunto de axiomas e regras de inferência, muitas vezes dadas na forma de tabelas verdade.
Além disso, desde pelo menos a época do programa de Hilbert, na virada do século XX, até  a prova dos teoremas da incompletude de Gödel e o desenvolvimento da tese de Church-Turing, no início daquele século, afirmações verdadeiras em matemática foram geralmente assumidas como  demonstráveis em um sistema axiomático formal.
Os trabalhos de Gödel, Turing e outros abalaram este pressuposto, com o desenvolvimento de proposições que são verdadeiras, mas não podem ser comprovadas dentro do sistema. Dois exemplos podem ser encontrados nos Problemas de Hilbert. O trabalho sobre os 10 problemas de Hilbert levou, no final do século XX, à construção de equações diofantinas  específicas, para as quais é indecidível se têm uma solução, ou, se tiverem, se teriam um número finito ou infinito de soluções. Mais fundamentalmente, o primeiro problema de Hilbert estava na hipótese do continuum.  Gödel e Paul Cohen mostraram que essa hipótese não pode ser provada ou refutada usando os axiomas padrão da teoria dos conjuntos. Na opinião de alguns é, então, igualmente razoável tomar tanto a hipótese do continuum quanto a sua negação, como um novo axioma.

### Teoria semântica da verdade
A teoria semântica da verdade tem como caso geral, para um dado idioma:
'P' é verdadeiro se e somente se P
onde "P" refere-se à sentença (o nome da sentença), e P é apenas a própria sentença.
O lógico e filósofo Alfred Tarski desenvolveu a teoria das linguagens formais (como lógica formal). Aqui, ele a restringiu desta forma: nenhuma língua poderia conter seu próprio predicado de verdade - ou seja, a expressão "é verdade" somente seria aplicável a sentenças em outro idioma. A este idioma ele chamou  língua objeto - o idioma sobre o qual se  fala. O motivo para sua restrição era que as línguas que contêm seu próprio predicado de verdade conteriam frases paradoxais como "Esta sentença não é verdade". Tais sentenças podem, porém, conter um predicado de verdade aplicável a sentenças em outro idioma.